# Childwall

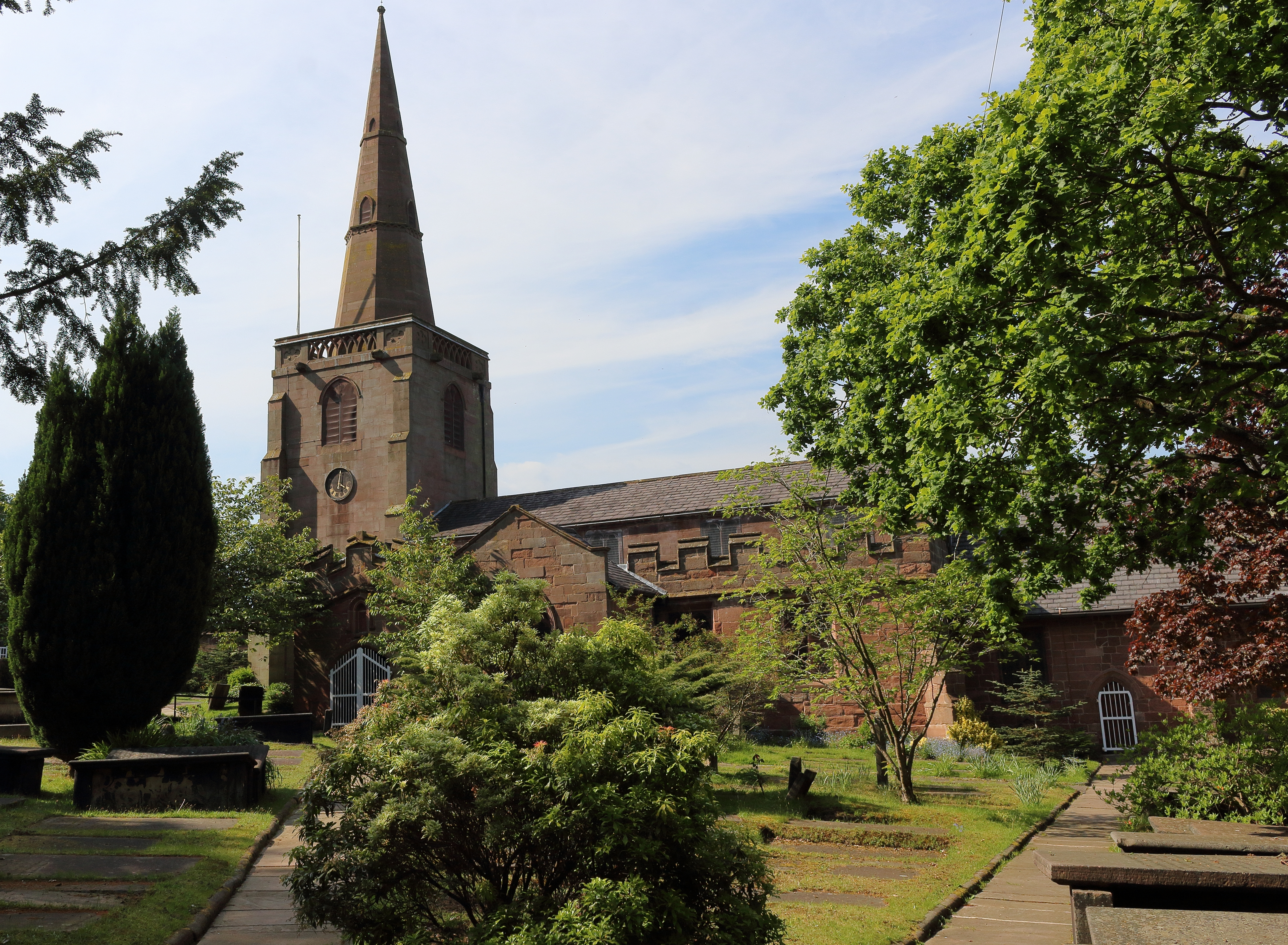
All Saints, Childwall du sud.

Childwall ( /tʃ ɪ l w ɔː l / ; CHILL-wall ) est une banlieue aisée de Liverpool et un quartier du conseil municipal de Liverpool. Historiquement dans le Lancashire, il est situé à l'est de la ville et est bordé par Belle Vale, Bowring Park, Broadgreen, Gateacre, Mossley Hill et Wavertree. En 2008, la population était de 14 085 personnes 

## Histoire
La plus ancienne référence à Childwall se trouve dans le Domesday Book de 1086. 

## Résidents notables
- Brian Barwick, président de l'équipe sportive [1]
- Craig Charles, acteur
- Jodie Comer, actrice
- Les Dennis, présentatrice de télévision
- Edwina Currie, femme politique
- Brian Epstein, directeur des Beatles
- Jon Flanagan, footballeur
- Alex Fletcher, actrice
- Samantha Giles, actrice
- Jason Isaacs, acteur
- Simon Jones, musicien
- Jeremiah Markland, érudit classique
- Ray Quinn, acteur
- Ian St John, footballeur